# Émilie Delorme
Pour les articles homonymes, voir Delorme.
Émilie Delorme, née le 23 novembre 1975 à Villeurbanne, est une administratrice d'institutions culturelles française. Elle est la directrice du Conservatoire national supérieur de musique et de danse de Paris depuis le 1er janvier 2020.

## Parcours

### Formation et débuts professionnels
Émilie Delorme étudie le violon, l'alto et l'analyse musicale aux conservatoires de Lyon et de Nancy, où elle obtient un prix d'alto. Elle intègre en parallèle l'École nationale supérieure des mines de Nancy, dont elle sort diplômée en ingénierie civile, et complète sa formation par un troisième cycle en gestion des institutions culturelles à l'Institut supérieur de management culturel,.
Elle commence à travailler chez IMG Artists avant de rejoindre le festival international d'art lyrique d'Aix-en-Provence en 2000 puis le Théâtre royal de la Monnaie à Bruxelles en 2003. En 2007, elle revient au Festival d'Aix-en-Provence, dont Bernard Foccroulle vient de prendre la direction, pour devenir à partir de 2008 directrice de l’Académie et des Concerts.

### Directrice de l'Académie du Festival d'Aix-en-Provence
À partir de 2008, Émilie Delorme est directrice de l’Académie européenne de musique et des Concerts du festival d’Aix-en-Provence.
Elle développe un réseau européen d’académies d’opéra, European Network of Opera Academies (Enoa), dont elle prend la direction en 2011, ainsi que le réseau MEDiterranean INcubator of Emerging Artists (Medinea), destiné à développer les coopérations avec des artistes du bassin méditerranéen. À partir de 2014, le festival d’Aix accueille, sous sa direction, l’Orchestre des jeunes de la Méditerranée qui regroupe chaque saison des musiciens du bassin méditerranéen dans un but de formation et d’insertion professionnelle,.

### Directrice du CNSMDP

#### Nomination
Émilie Delorme est nommée directrice du Conservatoire national supérieur de musique et de danse de Paris au 1er janvier 2020. Elle devient la première femme à diriger cette institution depuis sa fondation en 1795,,.
En décembre 2022, la ministre de la Culture Rima Abdul Malak annonce le renouvellement de son mandat pour une période de trois ans,,.

#### Réalisations
Durant son premier mandat, le Conservatoire progresse dans le classement QS Performing Art qui distingue les établissements d’enseignement des arts du spectacle dans le monde : de la 17e place en 2020, il passe à la 5e en 2021, à la 4e en 2022 puis à la seconde en 2023,,.
En janvier 2023, elle initie un projet de « Conservatoire augmenté », qui vise à doter l'institution de nouveaux outils incluant des ressources numériques collaboratives, une plateforme d'enseignement à distance, un studio 3D dédié au son immersif,. Le projet est lauréat d'un programme d'investissement de 5 millions d'euros dans le cadre du plan France 2030.

#### Polémique
En 2019, à la suite de sa nomination, Le Point, Valeurs actuelles et Marianne lui reprochent une proximité de pensée avec le féminisme intersectionnel et les études décoloniales,,. Elle fait paraître des droits de réponse au regard de propos jugés calomnieux et diffamatoires. Selon Le Monde, cette « levée de boucliers », observée dans certains médias mais pas au sein de l'établissement dont elle a pris la direction, s'explique par ses « positions très marquées en matière de défense de la parité et de la diversité »,. Le 28 février 2020, elle déclare dans une interview au Monde : « Comment peut-on encore s’opposer à ce qu’il y ait plus de mixité et de diversité à tous les niveaux de notre société ? »

#### Licenciement de Jérôme Pernoo
En mars 2021, à la suite de signalements de faits d'agressions sexuelles de la part d'anciens élèves à l'encontre de Jérôme Pernoo, la direction du CNSMDP alerte le procureur de la République et suspend le professeur de violoncelle à titre conservatoire. Mediapart relaie l'affaire dans un article et s'interroge sur le début d'un éventuel #MeToo de la musique classique. Au terme d'une procédure judiciaire de deux ans devant le tribunal administratif de Paris concernant la façon dont s'est déroulée l'enquête interne, ponctuée de suspicions de parti-pris de la part du cabinet externe sollicité,,, le 26 septembre 2023, Jérôme Pernoo est reconnu coupable, devant le tribunal correctionnel de Paris, d’agression sexuelle sur un ancien élève. Il est condamné à un an de prison avec sursis, ainsi qu'à une interdiction d'exercer une activité professionnelle ou bénévole avec des mineurs pendant dix ans. Il est également inscrit au registre des délinquants sexuels.

### Autres mandats
Elle est nommée présidente de la Maison de la musique contemporaine à l'issue du premier conseil d'administration de l'association réuni le 7 octobre 2020.
Elle est de 2013 à 2020, la présidente du Salon Festival international de musique de chambre de Provence,,,.

### Décoration
- Chevalière de l'ordre des Arts et des Lettres[26]